# Свід
Свід (ісл. Svið) — страва ісландської кухні: бараняча голова, розрізана навпіл, очищена від шерсті та зварена без мозку. Іноді її попередньо для профілактики витримують у молочній кислоті. Страву подають з очима та зубами. Свід часто служить основою для свідасульта (сальтисон). Страва виникла як спроба повністю використовувати м'ясо забитої тварини, а згодом стала традиційною закускою. Її подають серед інших страв на зимовому фестивалі Торраблоут.